# 贝利马丁基金会
贝利马丁基金会（Barry & Martin's Trust），是由英国慈善家马丁·哥顿（Martin Gordon）创办的慈善机构。基金会每年颁发数额不等的奖金（“贝利马丁奖”），以表彰在中国为艾滋病教育、预防、治疗和关怀做出突出贡献的医务工作者或医疗机构。另外，基金会还通过邀请英国医护人员到中国举办艾滋病专题研讨会，以及资助中国的相关人员赴英国培训等多种方式，建立一座连接英国和中国的桥梁，帮助中国的艾滋病防治工作。

## 历史
1996年，英国银行家、原瑞银华宝（UBS Warburg）副主席、马丁·哥顿先生，CBE（Mr Martin Gordon），在伦敦晨曦医院陪伴患有艾滋病的华裔爱人贝利·陈（Barry Chen）度过其人生最后里程。认识到贝利·陈对艾滋病不甚了解，不慎在香港感染了艾滋病导致英年早逝，马丁·哥顿在万分悲痛之余决定拿出部分个人积蓄，在英国创办一个以他俩名字命名的基金会，即贝利马丁基金会（Barry & Martin's Trust，慈善注册号码为1062629），帮助中国对艾滋病的防治工作。
起初，基金会创办人马丁·哥顿担心基金会也许很难得到中国政府的充分认可。但1997年的北京之行增强了他的信心，中国卫生部表示愿意与基金会合作。同年5月，由基金会资助的首届英中艾滋病专题研讨会在北京成功举行，一批英国艾滋病医护专家来到中国介绍欧美的临床经验。
1998年，马丁·哥顿决定每年资助若干名中国医护人员到英国的医院学习培训，并与其母校牛津大学的艾滋病研究室建立起紧密联系。
2000年，基金会决定每年在中国举办针对艾滋病治疗与护理的学习班。同年，基金会设立了贝利马丁奖（Barry & Martin's Prize）。
2005年，马丁·哥顿决定在北京地坛医院建立艾滋病模范诊所。

## 贝利马丁奖
2000年，贝利马丁基金会决定每年向医务工作者或医疗机构颁发贝利马丁奖（Barry & Martin's Prize），以表彰其在中国为艾滋病教育、预防、治疗和关怀做出的突出贡献。
各届贝利马丁奖获得者：
- 第一届（2000年），张北川（青岛大学医学院教授、青岛大学医学院附属医院医生）。
- 第二届（2001年），王春（云南思茅地区疾病控制中心医生）。
- 第三届（2002年），徐莲芝（北京佑安医院医生）。
- 第四届（2003年），桂希恩（武汉大学医学部传染病学教授、武汉大学中南医院感染科医生）。
- 第五届（2004年），王克荣（北京地坛医院护士长）。
- 第六届（2005年），新疆伊犁州伊宁市针具交换项目志愿者小组（领导人：木沙江·沙特尔江，努尔买买提·铂力塔洪，阿地力·阿西木）；新疆维吾尔自治区疾病控制中心传染病医院（领导人：杨成新主任医师）。
- 第七届（2006年），曾毅（中国科学院院士）。
- 第八届（2007年），张建波（云南大理市第二人民医院医生）。
- 第九届（2008年），孟林（化名，北京“爱之方舟”艾滋病病毒感染者社区负责人）；慕容枫（化名，河北“爱之光”艾滋病病毒感染者社区负责人）
- 第十一届（2010年），牛全记，登封市卫生局艾滋病防治办公室医疗工作者

## 影响
从1996年成立到2003年，尽管贝利马丁基金会得到了中国政府的信任并进行了一系列交流合作，由于涉及面有限，宣传不足，在中国的知名度一直较低。
2004年6月11日，中国国务院总理温家宝来到湖北省武汉市，登门看望了2003年度贝利马丁奖获得者、武汉大学医学部传染病学教授、武汉大学中南医院感染科医生桂希恩，感谢和赞扬其积极参与艾滋病防治工作，得到了中国和世界媒体的广泛报道。2005年2月17日，中国中央电视台第三届“感动中国年度人物评选”揭晓，桂希恩成为2004年度十大感动中国人物之一。从此，贝利马丁基金会及其颁发的贝利马丁奖在中国知名度大幅上升，与中国更多机构进行了各种形式的交流与合作。
贝利马丁基金会从创立起，一直与世界多家慈善机构进行艾滋病防治领域的合作，因此在世界范围内有一定的影响。

## 参看
- 艾滋病
- 慈善机构